# Karl Doormann

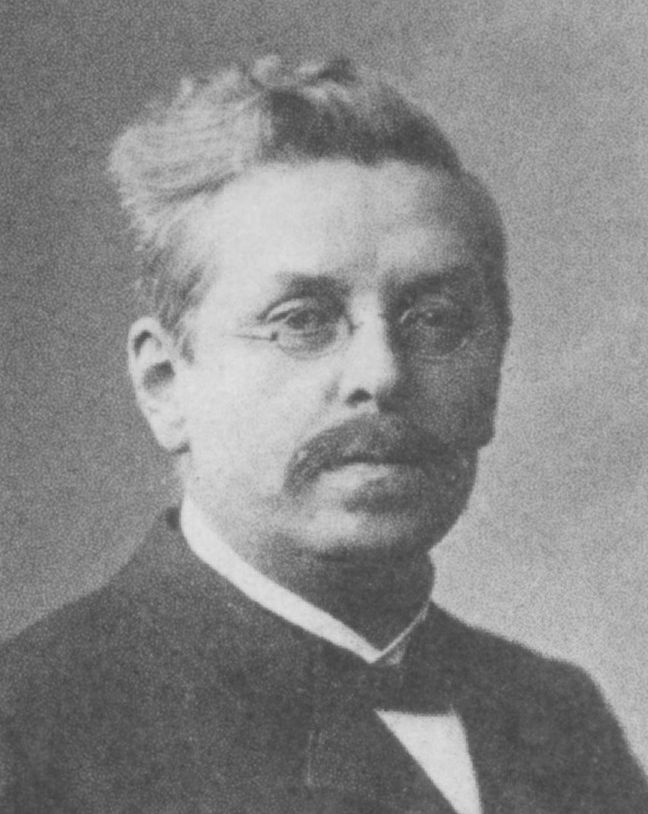
Karl Doormann als Reichstagsabgeordneter 1912

Karl Doormann (* 22. Februar 1858 in Rehhorst; † nach 1923) war Gymnasialprofessor und Mitglied des Deutschen Reichstags.

## Leben
Doormann besuchte das Gymnasium in Ratzeburg (Kreis Herzogtum Lauenburg) und die Universitäten Göttingen und Berlin. Er studierte Mathematik, Naturwissenschaften, Philosophie und Volkswirtschaftslehre. Im Mai 1882 absolvierte er das Staatsexamen und promovierte mit der Schrift Anwendung der  Laméschen Functionen auf Probleme der Potentialtheorie betreffend das dreiaxige Ellipsoid und die fresnelsche Elasticitätsfläche. Als Lehrer war er zunächst am Gymnasium zu Schweidnitz und ab 1883 in Brieg beschäftigt. 1899/1900 war er Oberlehrer in Bunzlau und von da ab in Königshütte. Zwischen 1896 und 1899 war er Stadtverordneter in Brieg und seit 1905 in Königshütte. Er diente 1880/81 beim 82. Regiment. Doormann war vielfach literarisch und rednerisch tätig.
Von 1907 bis 1918 war Doormann Mitglied des Deutschen Reichstags im Wahlkreis Regierungsbezirk Liegnitz 4 (Lüben, Bunzlau) für die Freisinnige Volkspartei bzw. die Fortschrittliche Volkspartei.
Zum 1. April 1923 trat Doormann in den Ruhestand.